# Hajniště

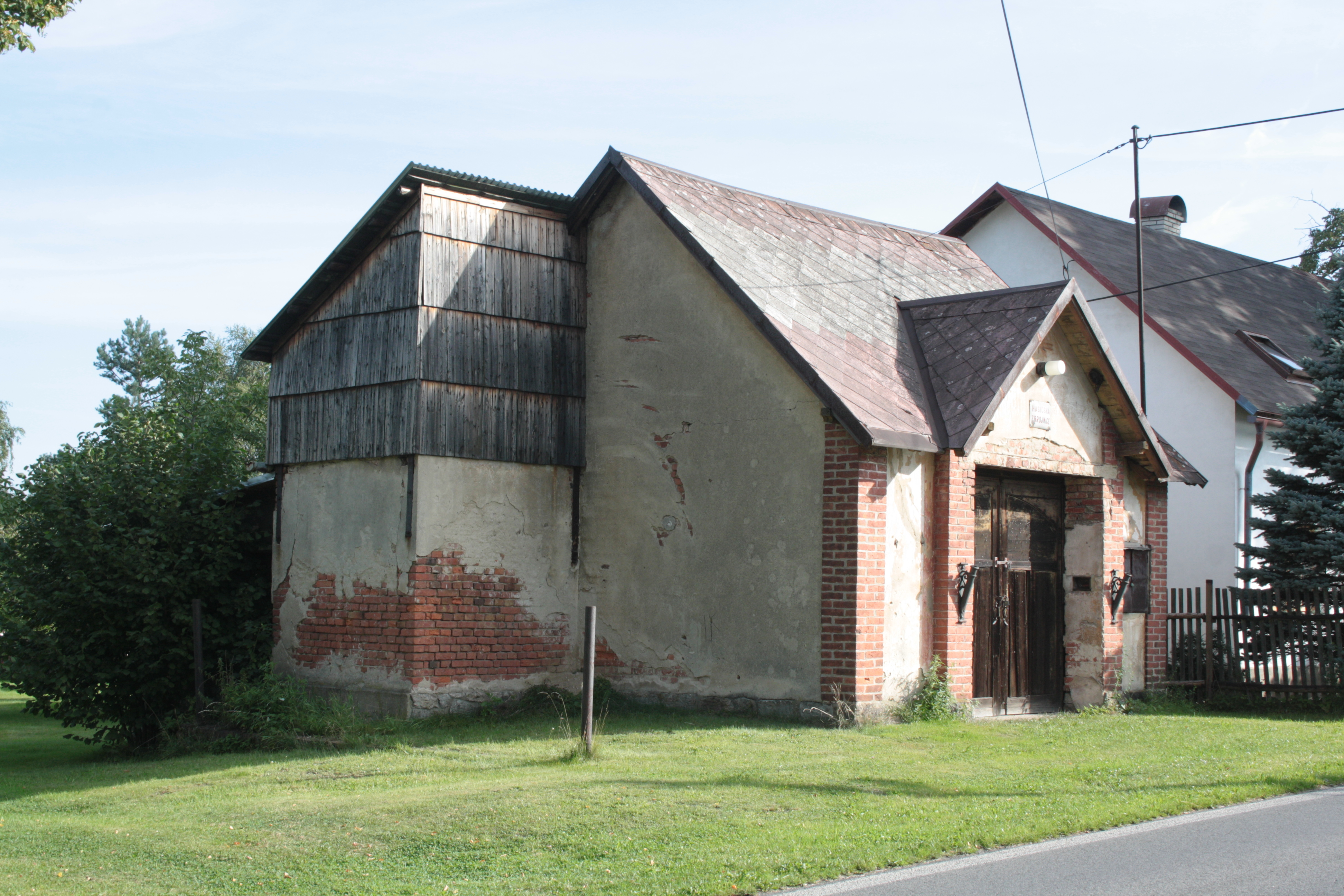
Spritzenhaus

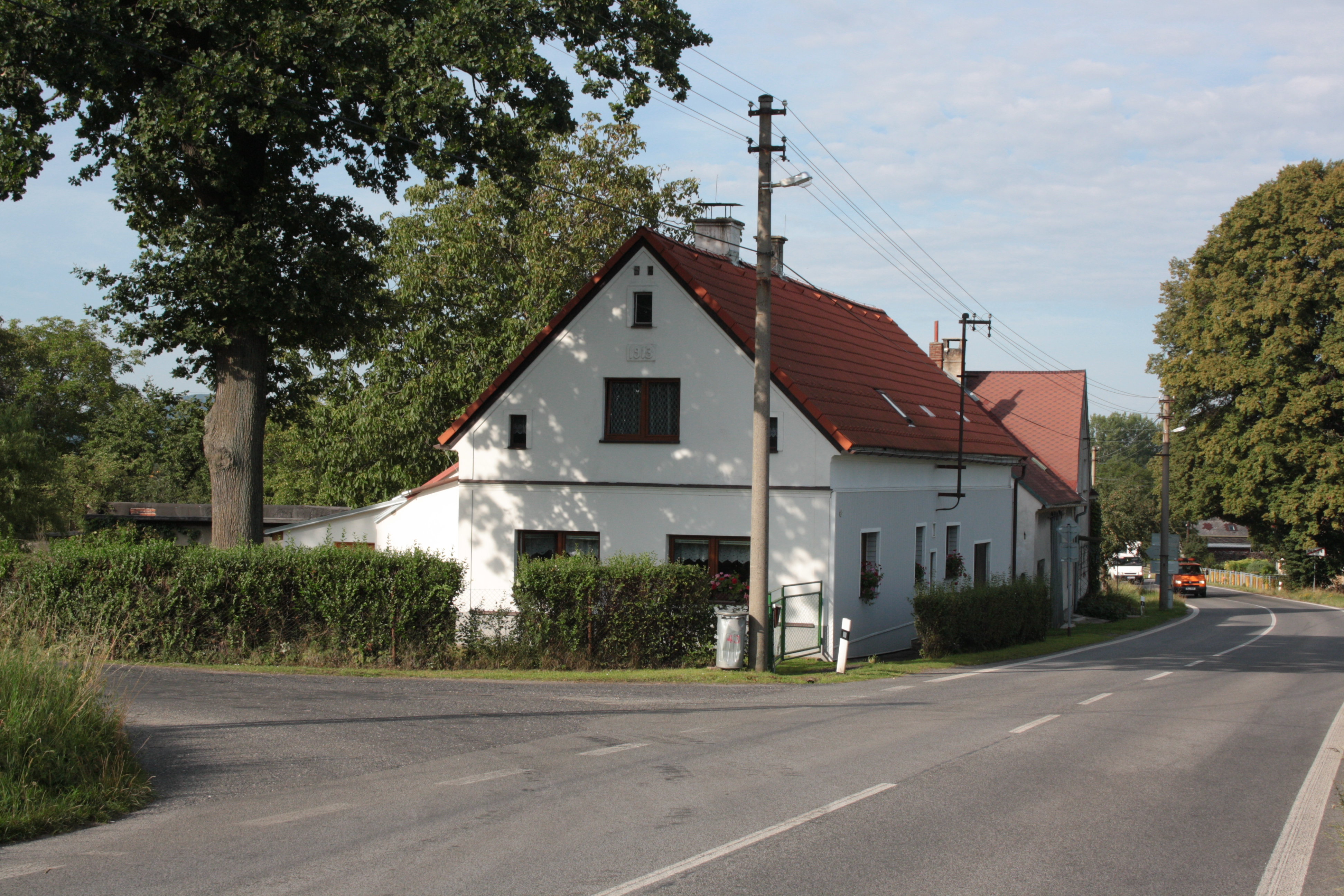
Haus Nr. 43

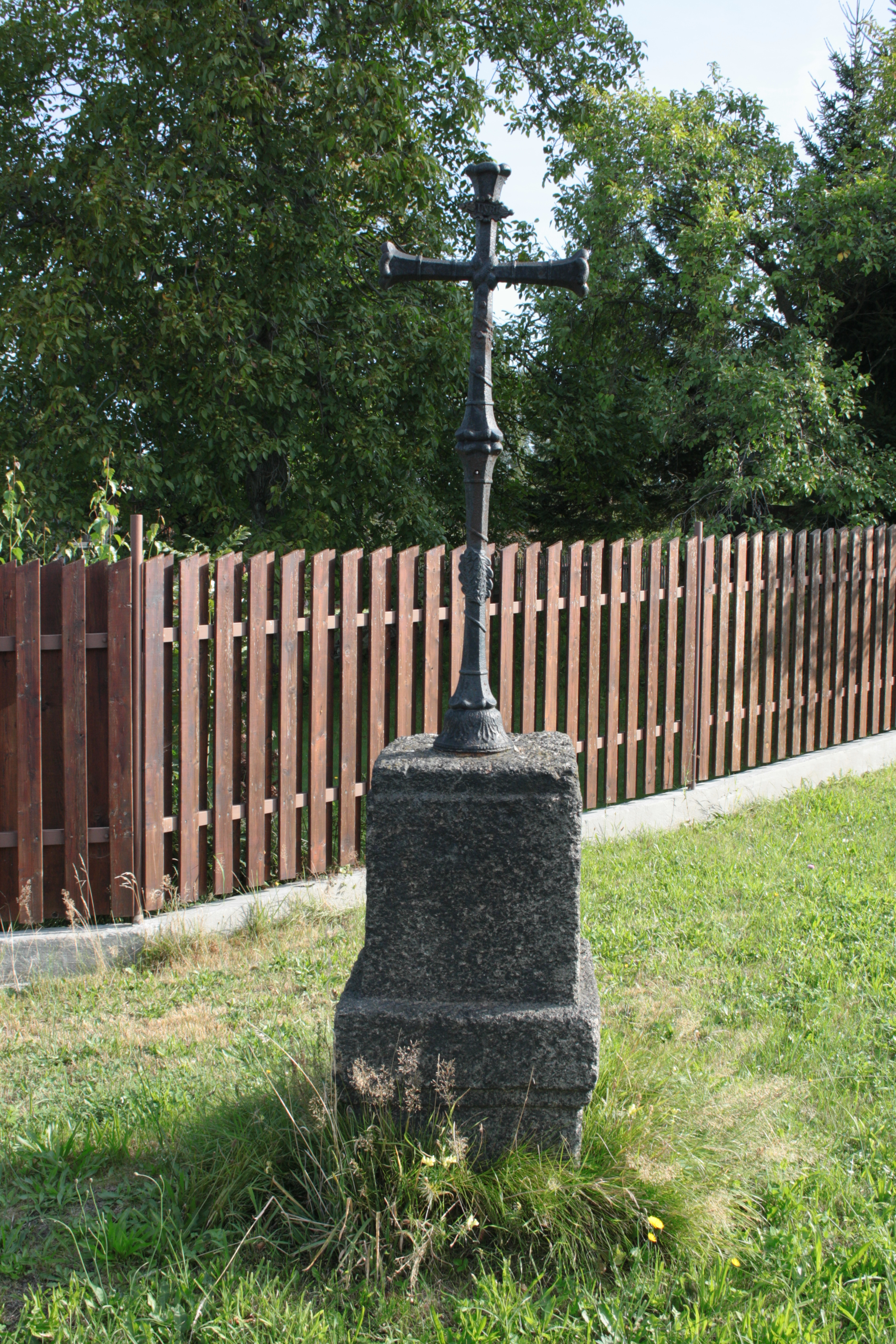
Wegekreuz

Hajniště, bis 1946 Hegewald, ist ein Ortsteil der Stadt Nové Město pod Smrkem in Tschechien. Er liegt zweieinhalb Kilometer westlich von Nové Město pod Smrkem und gehört zum Okres Liberec.

## Geographie
Hajniště befindet sich rechtsseitig des Baches Lomnice (Lunzbach) am südwestlichen Fuße des Heinersdorfer Rückens (Jindřichovický hřeben) im Isergebirgsvorland (Frýdlantská pahorkatina). Nordöstlich erhebt sich der Hřebenáč (Kohlhübel, 566 m), im Osten der Andělský vrch (Schöbicht, 572 m), südöstlich die Rapická hora (Raplitz, 708 m), der Měděnec (Kupferberg, 777 m) und der Svinský vrch (Sauberg, 756 m), im Süden der Závorník (Riegelberg, 695 m) sowie südwestlich der Chlum (Hoher Hain, 495 m). Das Dorf wird im Süden und Norden von der Neustädter Kehre der Bahnstrecke Frýdlant v Čechách–Jindřichovice pod Smrkem umfahren.
Nachbarorte sind Cihelny und Horní Řasnice im Norden, Jindřichovice pod Smrkem, Na Zámečku und Dětřichovec im Nordosten, Podlesí und Nové Město pod Smrkem im Osten, U Lesa im Südosten, Ludvíkov pod Smrkem und Peklo im Süden, Luh, Raspenava und V Lukách im Südwesten, Frýdlant, Bažantnice und Krásný Les im Westen sowie Dolní Řasnice im Nordwesten.

## Geschichte
Die erste urkundliche Erwähnung des zur Herrschaft Friedland gehörigen Hegewaldes erfolgte im Jahre 1463. Später ließen die Grundherren in dem Wald den Tiergarten „Zirkel“ anlegen. Unter den Herren von Bieberstein wurde das Gebiet im 16. Jahrhundert von der Standesherrschaft Friedland-Seidenberg abgetrennt. Später erwarben die Herren von Maxen das Lehn und errichteten Mitte des 16. Jahrhunderts einen Meierhof. Im Jahre 1580 kauften die Herren von Redern auf Friedland den Hof auf und schlugen ihn ihrer Herrschaft zu.
Christian Philipp Clam-Gallas ließ 1785 den Meierhof aufheben; seine Fluren wurden parzelliert und an Untertanen verkauft. Zwei Jahre später wurde die Gründungsurkunde für das Dorf Hegewald, das anfänglich auch Neuhäuser genannt wurde, ausgestellt. Die Ortsgründung wurde später in der vom Lehrer Emil Neumann verfassten Ortschronik mit dem Besuch Kaiser Josephs II. in der Herrschaft Friedland am 16. September 1779 in Verbindung gebracht. Im Jahre 1790 bestand Hegewald aus 19 Häusern, die Bewohner des Ortes ernährten sich sämtlich von der Landwirtschaft. Die Anfang des 19. Jahrhunderts einsetzende Industrialisierung von Böhmisch Neustadt griff auch auf Hegewald über. Franz Sulze errichtete in Hegewald eine Buntmetallgießerei, in der sich auch Josef Ressel handwerkliche Kenntnisse über den Guss von Nichteisenmetallen erwarb. Im Jahre 1828 gründete Karl Immanuel Persch in Hegewald eine Kattunfabrik.
Im Jahre 1832 bestand Hegewald aus 37 Häusern mit 175 deutschsprachigen Einwohnern. Im Ort gab es einen herrschaftlichen Meierhof, ein Jägerhaus, eine Mahlmühle und eine Leinwandbleiche. Pfarrort war Neustadt. Bis zur Mitte des 19. Jahrhunderts blieb Hegewald der Allodialherrschaft Friedland untertänig.
Nach der Aufhebung der Patrimonialherrschaften bildete Hegewald ab 1850 einen Ortsteil der Gemeinde Rückersdorf im Bunzlauer Kreis und Gerichtsbezirk Friedland. 1859 errichtete Karl Persch eine Porzellanmanufaktur. Ab 1868 gehörte das Dorf zum Bezirk Friedland. 1875 wurde in Hegewald ein Expositur der Neustädter Schule eingerichtet, die bereits zwei Jahre später eigenständig wurde. 1890 hatte das Dorf 370 Einwohner. Hegewald löste sich 1895 von Rückersdorf los und bildete zusammen mit den Wiesenhäusern eine eigene Gemeinde. Die Freiwillige Feuerwehr bildete sich 1899. Um die Jahrhundertwende brachten Adolf und Robert Persch die „königlich priviligierte Porzellanmanufaktur Adolf Persch“ zu wirtschaftlicher Blüte; das Unternehmen hatte 150 Beschäftigte und exportierte Gebrauchsporzellan innerhalb Europas und nach Amerika. Am nördlichen Ortsrand entstand zu dieser Zeit die Ziegelei Kirch & Radon; sie brannte spezielle Ziegel aus einem Gemisch aus Lehm und Quarzsand, die auch nach Preußen exportiert wurden. Am 2. August 1902 nahm die Friedländer Bezirksbahn die Lokalbahnstrecke von Friedland nach Heinersdorf in Betrieb. 1910 lebten in den 106 Häusern von Hegewald 628 Personen. Ab 1911 gehörte die Gemeinde Hegewald zum neugebildeten Gerichtsbezirk Neustadt an der Tafelfichte. 1921 war die Einwohnerzahl auf 474 gesunken. Im Jahre 1930 hatte die Gemeinde 476 Einwohner. In Folge der Weltwirtschaftskrise stellte die Ziegelei zu Beginn der 1930er Jahre den Betrieb ein. 1935 ging auch die Porzellanmanufaktur Adolf Persch in Konkurs. Nach dem Münchner Abkommen erfolgte 1938 die Angliederung an das Deutsche Reich; bis 1945 gehörte Hegewald zum Landkreis Friedland. 1939 lebten in Hegewald 412 Personen. Nach dem Ende des Zweiten Weltkrieges kam Hegewald zur Tschechoslowakei zurück und die meisten deutschböhmischen Bewohner wurden vertrieben. 1946 erfolgte die Umbenennung in Hajniště. 1947 hatte der Ort 264 Einwohner. Im Jahre 1949 wurde Hajniště nach Nové Město pod Smrkem eingemeindet. Mit Beginn des Jahres 1961 erfolgte die Auflösung des Okres Frýdlant; Hajniště wurde dem Okres Liberec zugeordnet. Zu dieser Zeit lebten in Hajniště 255 Personen. 1991 hatte Hajniště 103 Einwohner. Im Jahre 2001 bestand das Dorf aus 71 Wohnhäusern, in denen 203 Menschen lebten. Insgesamt besteht der Ort aus 77 Häusern.

## Ortsgliederung
Der Ortsteil Hajniště bildet den Katastralbezirk Hajniště pod Smrkem. Zu Hajniště gehören die Ansiedlungen Cihelny (Ziegelhäuser) und V Lukách (Wiesenhäuser).

## Sehenswürdigkeiten
- Kapelle
- Wegkreuz
- Haus Nr. 48, eines der ältesten der Region